# Music for 18 Musicians

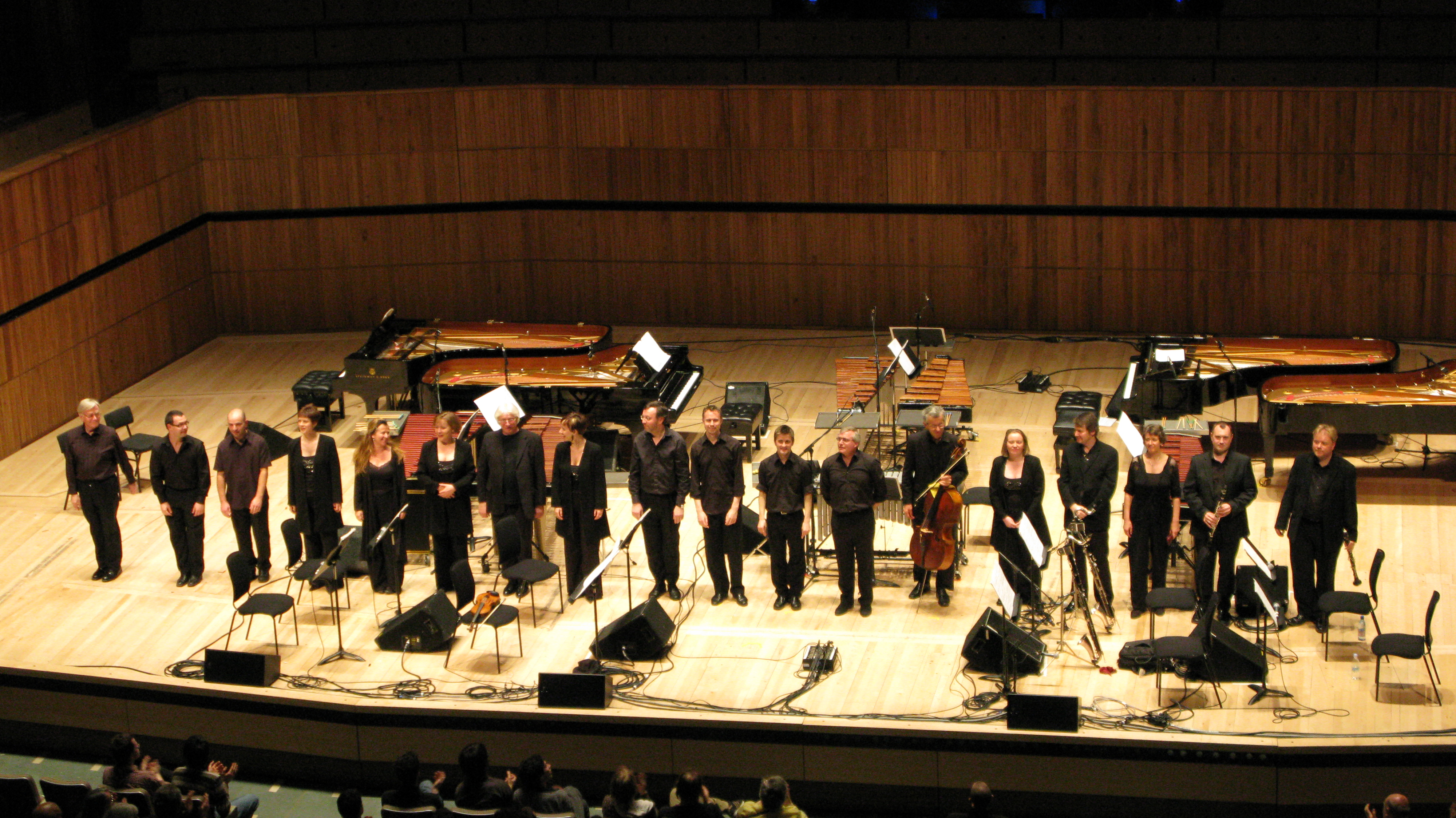
Aufführung

Music for 18 Musicians (auch verkürzt 18!) ist eine modular notierte Komposition für 18 Musiker des US-amerikanischen Komponisten Steve Reich, welche er zwischen Mai 1974 und März 1976 schrieb. Die Weltpremiere fand am 24. April 1976, in der The Town Hall in New York City statt. Die europäische Premiere fand auf dem Metamusik Festival, Berlin im Oktober 1976 statt. Schätzungen zufolge wurden von der Ersteinspielung von ECM Records über 100.000 Tonträger verkauft.

## Einführung in die Komposition

### Generelle Einordnung
Music for 18 Musicians gilt als ein Hauptwerk der Minimal Music (American Minimalism), die durch ihren Farbreichtum eine enorme Breitenwirkung erhielt. Der Einfluss auf die neue Musikszene wurde unmittelbar und überwältigend eingeschätzt.
Die Komposition wird der Minimal Music zugeordnet, konkreter als Vertreter postminimalistischer Musik bezeichnet. Auch die Bezeichnungen „Neue Musik“ oder „Avantgarde“ werden oft verwandt. Der Komponist Steve Reich selbst positionierte sich in Kommentaren und Interviews gegen eine Kategorisierung (Steve Reich: Ich bin daran interessiert, das zu tun, was mich wirklich interessiert, und das ändert sich ständig.). Der minimalistische Eindruck entsteht aus Reichs Sicht durch die Verlangsamung des harmonischen Rhythmus. Einige Autoren bevorzugen die (vorläufige) Einordnung als 'Zeitgenössische Musik'.
Music for 18 Musicians gilt auch als richtungsweisendes Werk für den Komponisten selbst: In seinen beiden später entstandenen kürzeren, aber nicht minder elektrisierenden Kompositionen „Music for a Large Ensemble“ und „Octet“ führt Reich den eingeschlagenen Weg fort, während er in „Tehillim“ für Stimmen und Ensemble erstmals seine jüdische Herkunft musikalisch thematisierte. Kompositorisch erinnert es etwas Philip Glass’ „Music in Twelve Parts“ (1971–1974) und entfernter das deutlich ältere „In C“ (1964) von Terry Riley. Alex Ross stellt auch Parallelen zu Morton Feldmanns „Rothko Chapel“ (1971) fest.

### Werkeinführung
Das Stück ist das erste Werk Reichs für ein größeres Ensemble. Mit Streichern, Holzbläsern und Klavieren, ergänzt um Stimmen, schuf Reich ein fein aufeinander abgestimmtes minimalistisches Orchester. Mit Music for 18 Musicians konnte Reich das Phasing-Verfahren differenzieren und auf ein Ensemble übertragen: Durch den Einsatz mehrerer Instrumente erzielte Steve Reich ein hochkomplexes Gitter aus vielfältigsten rhythmischen Strukturen. Die modulare Struktur ohne tonales Zentrum ist eine pulsierende Prozessmusik.
Die Komposition besteht aus einem Zyklus von elf Akkorden, die sich mit repetitiven, irisierenden, vor nervöser Aktivität geradezu berstenden rhythmischen Pattern an den Zuhörer wenden. Die farbenreiche Phasenverschiebung einzelner Akkordsequenzen von hoher Dichte und Komplexität, deren Technik der Komponist unter anderem aus Studien psycho-akustischer Experimente und Einflüssen komplexer Rhythmen aus Afrika oder Bali gewann, die hypnotischen Zeitdehnungseffekte, Kanontechnik, Überlagerungen mehrerer Musikebenen zu einer neuen Form der Polyphonie, charakterisieren das Werk.
Einige Abschnitte des Stücks haben eine arkadenförmige ABCDCBA-Struktur oder in Form eines musikalischen Prozesses, wie dem Ersetzen von Pausen durch Beats, der sich von Anfang bis Ende von selbst herausarbeitet. Steve Reich stellte fest, dass dieses eine Werk in den ersten fünf Minuten mehr harmonische Bewegungen enthielt als jedes andere Werk, das er zuvor geschrieben hatte. Diese Einschätzung beruht auf dem Prinzip der Polymodalität ohne tonales Zentrum, die man in der Tradition von Bartók und Strawinsky sehen kann. Allerdings ist der Einsatz der Kanontechnik auch ein Hinweis auf Bezüge auf die Traditionen der Musik des Mittelalters.

## Aufbau und Struktur der Komposition

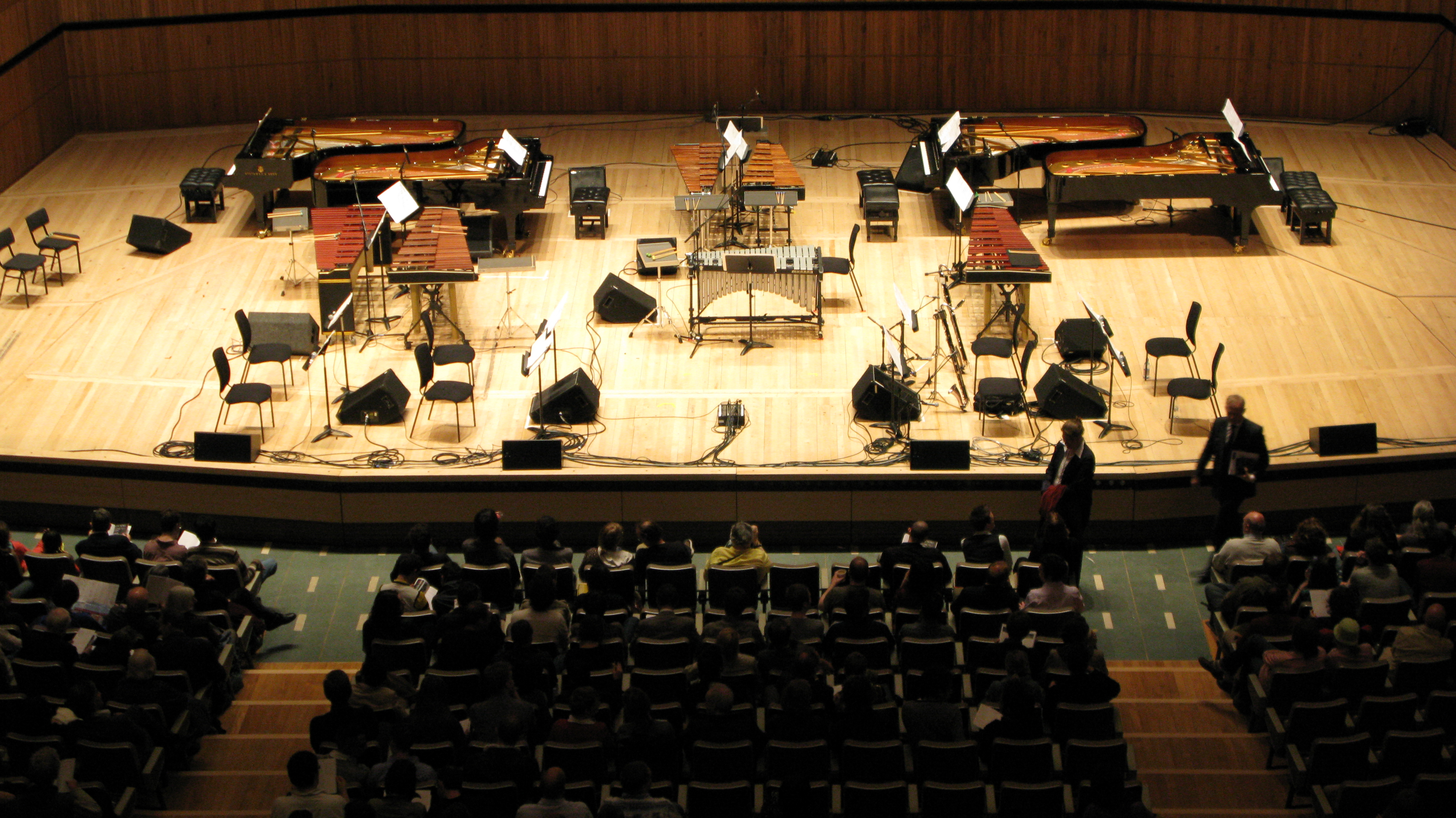
Anordnung der Instrumentation von Music for 18 Musicians (für London Sinfonietta, Royal Festival Hall, London, 28. April 2008)

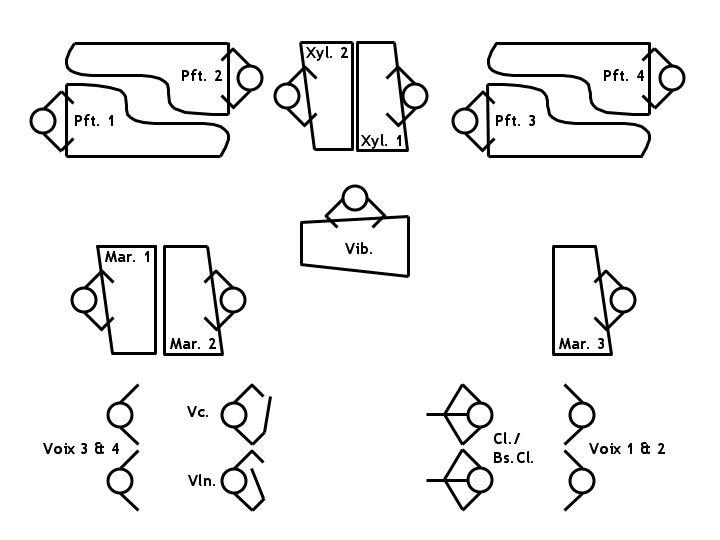
Skizze der Anordnung der Instrumentation von Music for 18 Musicians nach Steve Reich

### Allgemeines
Die Aufführung der Komposition dauert ungefähr eine Stunde. Sie gleicht einem rhythmisch-pulsierenden, minimalistischen, sich ständig verändernden, kaleidoskopischen Klangkosmos von Harmonien, der nur schwer einer bis dato vorhandenen Musikrichtung zuordenbar erscheint. Häufig wurde berichtet, dass die Erst-Zuhörer sich fragten: Was war das?
Diese Eigenständigkeit beschrieb der US-Musikjournalist Robert Christgau als „mathematisch abklingendes Faksimile der ewigen Wiederkehr“. Gerade die Spannung zwischen Repetition, die als Hauptmerkmal des „Minimalismus“ gilt, und Variantenbildung, die im stärksten Maße die strukturelle Ebene von Music for 18 Musicians prägt, ist zentral bei der Einschätzung des Werkes.
Der Eröffnungszyklus mit elf Akkorden für 18 Musiker ist eine Art pulsierender Gesang für das gesamte Stück. Die Struktur der Music for 18 Musicians basiert auf einem Zyklus von elf Akkorden, die zu Beginn des Stücks gespielt und am Ende wiederholt werden. Jeder Akkord wird für die Dauer von zwei Atemzügen gehalten, und der nächste Akkord wird schrittweise eingeführt usw., bis alle elf gespielt sind und das Ensemble zum ersten Akkord zurückkehrt. Der erste pulsierende Akkord wird dann von zwei Klavieren und zwei Marimbas gehalten. Während dieser pulsierende Akkord etwa fünf Minuten gehalten wird, wird ein kleines Stück darauf aufgebaut. Wenn dieses Stück vollendet ist, ändert sich plötzlich der zweite Akkord, und ein zweites kleines Stück oder ein zweiter kleiner Abschnitt wird konstruiert. Dies bedeutet, dass jeder Akkord, der im Eröffnungsabschnitt fünfzehn oder zwanzig Sekunden benötigt hat, als pulsierende Grundmelodie für ein fünfminütiges Stück ausgedehnt wird.
Ein herausragender Faktor in diesem Werk ist die Erweiterung der Harmonien und Melodien und die Art und Weise, wie sie dieses Stück fort entwickeln. Ein weiterer wichtiger Faktor ist die Verwendung des menschlichen Atems, der in den Klarinetten und Stimmen sich ausdrückt. Der „Atem“ hilft, das Stück zu strukturieren und durch Crescendo und Decrescendo Impulse zu geben. Der Spieler spielt die pulsierende Note so lange, wie er sie halten kann, während jeder Akkord vom Ensemble melodisch dekonstruiert wird, zusammen mit der Erhöhung der gehaltenen Noten. Das Metallophon (rein akustisches Vibraphon) wird verwendet, um das Ensemble zum Ändern von Mustern oder Abschnitten aufzufordern. Konkret ausgedrückt: Erstens kündigt das Metallophon die Übergänge von einer Section zur anderen an, zweitens markiert es die formalen Abläufe innerhalb der Sections, und drittens gibt es durch seine rhythmische Gestalt an, welcher Formteil zu Ende geht.
Laut Reich basieren die Abschnitte der Music for 18 Musicians auf dem Zyklus der Akkorde, die man zu Beginn hört, so dass das gesamte Werk eine Sequenz kurzer Stücke erzeugt, die einer harmonischen Erweiterung und Explosion dieses zyklischen Musters gleichen, was zu einem labyrinthischen Erlebnis führt. Die Beziehung zwischen den verschiedenen Abschnitten lässt sich daher am besten anhand von Ähnlichkeiten zwischen Familienmitgliedern verstehen. Bestimmte Eigenschaften werden geteilt, andere sind jedoch einzigartig.

### Klangorganisation
Music for 18 Musicians „pulsiert“ vom Anfang bis zum Ende. Die Klangorganisation von Music für 18 Musicians beschreibt Leigh in drei Dimensionen nach dem Prinzip der Schichtung: Pulse als Zeitmaß, Organisation in Patterns und Prozessen. Ein Pattern ist eine sich nicht in ihren Tonhöhen und Tondauern verändernde Tonreihe, wie eine Textur. Ein Prozess ist durch Momente einer Entwicklung gekennzeichnet.
Rhythmisch gesehen werden zwei unterschiedliche Arten von Zeit eingesetzt, die gleichzeitig auftreten. Der erste ist der eines regelmäßigen rhythmischen Pulses in den Klavieren und Schlaginstrumenten, der sich im gesamten Stück fortsetzt. Der zweite ist der Rhythmus des menschlichen Atems in den Stimmen und Blasinstrumenten. Der Atem ist das Maß für die Dauer ihres Pulsierens. Diese Kombination von einem Atemzug nach dem anderen, die sich allmählich wie Wellen gegen den konstanten Rhythmus der Klaviere und Schlaginstrumente anwallen.

### Harmonik
Die Harmonik in Steve Reichs Music for 18 Musicians basiert auf der diatonischen Skala a-h-cis-d-e-fis-gis. Zu diesen Stammtönen erklingen zusätzlich die Töne g und dis.

### Instrumentierung
Die Komposition wurde für 18 Musiker ohne Virtuosen geschrieben und alle Instrumente spielen in einer für sie bequemen Tonhöhenlage. Die ursprüngliche Instrumentation lautete: Violine, Cello, zwei Klarinetten (Klarinette und Bass-Klarinette), vier Pianisten, vier weibliche Stimmen, drei Marimbas, zwei Xylophone und ein Metallophon (rein akustisches Vibraphon). Steve Reich merkte an, das das Werk, obwohl es Music for 18 Musicians heißt, nicht notwendigerweise von so wenigen Instrumentalisten aufgeführt werden muss, da das Werk eine umfangreiche Verdopplung der Töne in der Partitur erfordert. 18 sei lediglich die minimale Anzahl von Instrumentalisten.
Da die einzelnen Sektionen übergangslos aneinander gereiht sind, stellt die Aufführung für die Interpreten, aufgrund der umfangreichen Verdopplung der Töne und der Ausschöpfung der Atemleistung für Stimmen und Blasinstrumente, eine Art Marathon dar. Die Instrumentation ist so ausgelegt, dass die Instrumente zum größten Teil in Verdoppelung eingesetzt werden.

### Struktur
Aufgrund der übergangslosen Komposition (das Fehlen kontrastierender Sätze und die Überblendung der Module) könnte man von einem einsätzigen Werk sprechen. Vor allem die Länge spricht für eine sinfonische Dimension. Tatsächlich ist es ein modulares Werk, das entfernt an musikalische Variationen eines Themas erinnert, mit einem zielgerichteten formalen Aufbau: Die Struktur des Werkes weist eine kurze Einführung (Pulse) auf, einen langen variierenden, in Sektionen unterteilten Hauptteils und einen Ausklang (Pulse), der an einen nachschwingenden Nachhall erinnert. Nach dem Prinzip der „Subtraktion“ werden faktisch am Ende des Werkes die Instrumente nacheinander ausgeblendet. Im Hauptteil steht ein Kreis von elf Akkorden mit Sektionen von zwei bis sieben Minuten Dauer. Die Sektionen klingen mal heller, mal dunkler, was der Kritiker Alex Ross mit Wetterumschwüngen verglich, die er in Sektion IX als scharfe Intensität beinahe expressionistisch empfand. Das einleitende Pulse, wie das abschließende Pulse bilden einen spiegelbildlichen Rahmen für den Zyklus, so dass der Eindruck einer kreisförmigen Bewegung entsteht. Der Ausklang des Werkes scheint die Dynamik der Sektionen in eine Entschleunigung zu überführen, bei der die Akkorde sich anhören wie gereinigte Luft. Allerdings, wenn auch übergangslos vollzieht sich, im Übergang von Sektion V zur Sektion VI, der Mitte der Struktur, erfolgt ein unerwarteter Wechsel vom D zum Cis, der die Klanglandschaft disruptiv verändert.
Die Module (Sections) lauten:
1. Pulse (Intro)
2. Section I
3. Section II
4. Section IIIA
5. Section IIIB
6. Section IV
7. Section V
8. Section VI
9. Section VII
10. Section VIII
11. Section IX
12. Section X
13. Section XI
14. Pulse (Outro).

Die Module sind mit Taktzahlen nummeriert, die für das ganze Ensemble die zeitliche Ordnung regeln.

### Klangerzeugung
Obwohl die Komposition akustisch erzeugt wird, tragen der chromatische Einsatz der Instrumente und vor allem die Stimmen dazu bei, dass der Zuhörer die Komposition als elektronisch erzeugt wahrnehmen kann. Die Verwendung von Elektronik ist auf Mikrofone für Stimmen und einige Instrumente beschränkt.

## Rezeption des Werkes
Das Werk gilt als eines der Schlüsselwerke neuer Musik, deren Zugänglichkeit, oft im Gegensatz zu anderen zeitgenössischen Kompositionen hervorgehoben wurde. Als Prototyp des American Minimalism steht es für manche Autoren im Gegensatz zur bisweilen sterilen oder akademischen Tradition von Donaueschingen oder der Darmstädter Schule (Darmstädter Ferienkurse).
Blair Sanderson von AllMusic, kommentierte: „Die Schönheit seiner pulsierenden Harmonien mit zusätzlichen Noten und die anhaltende Kraft und Präzision der Darbietung waren die herausragenden Merkmale der Musik; und anstatt des sterilen, elektronischen Klangs, der normalerweise mit Minimalismus verbunden ist, war die warme Resonanz der Musik eine willkommene Abwechslung …, die ihn vor seiner Konkurrenz stellte, indem er seiner Musik mehr Interesse und Anpassungsfähigkeit verlieh.“
Jessie Rothwell kommentierte auf Classicalmpr.org, von einer körperlichen Erfahrung, indem er schrieb: “It can have a bodily effect. I emerged from the theater feeling like I was in a dream-state. It wasn’t even that I felt ‘relaxed’ exactly; I felt like the music had physically entered my body and had hammered everything into stillness.” („Es kann eine körperliche Wirkung haben. Ich kam aus dem Theater heraus und fühlte mich wie in einem Traumzustand. Es war nicht einmal so, dass ich mich genau entspannt fühlte. Ich hatte das Gefühl, dass die Musik physisch in meinen Körper eingedrungen war und alles in die Stille getrieben hatte.“). Er kommentierte einleitend: “Still a near-religious experience.” („Eine religionsnahe Erfahrung.“)
Alex Ross beschrieb auch die körperliche Wirkung der Komposition: Der vermeintliche Stillstand der Klänge führen zur Konzentration auf unerhebliche Einzelheiten, in der „winzigste Veränderungen erdbebengleiche Kraft entfalten, sodass ein bloßer Halbtonschritt abwärts im Bass einem kalte Schauer über den Rücken jagt.“ Ross analysierte: „In der Meisterwerkmusik für 18 Musiker von 1976 wird pulsierender Rhythmus durch ein vergleichsweise raffiniertes Drama der Harmonie ausgeglichen. Das Stück ist in seinem narrativen Bogen fast symphonisch und geht von hell nach dunkel und wieder zurück nach hell. Es basiert auf einem Zyklus von elf Akkorden, von denen jeder einen Abschnitt von zwei oder sieben Minuten Länge regiert. Früh betonen Bassinstrumente ein tiefes D, was das Gefühl vermittelt, dass dies das tonale Zentrum und der Grundton des Werks ist. Aber in Abschnitt V senken Bassklarinetten und Klarinetten den Boden von D auf Cis – eine entscheidende Veränderung im physischen Raum der Musik. Die Harmonie sinkt in Richtung cis-Moll, und schroffe Sechserfiguren graben sich ein. Eine ähnliche Veränderung des Wetters verdunkelt den Abschnitt IX, der in seiner stechenden Intensität fast expressionistisch ist. Erst am Ende erhellen D- und A-Dur-Akkorde die Luft.“
David Bowie nahm 2003 Music for 18 Musicians in seine Liste von 25 bevorzugten Alben auf und nannte es „Balinese gamelan music cross-dressing as minimalism.“, wobei Reich in seiner Kompositionseinführung auf den balinesischen Gamelan hinwies.
Music for 18 Musicians erfuhr zahlreiche extrahierende, dekonstruierende Rekompositionen zeitgenössischer Künstler der elektronischen Szene (z. B. von Matt Black und Jonathan More von Coldcut) bis hin zu Jazz-Interpretationen, welche deutlich kürzer sind als die originale Komposition.
Es wurde bezüglich der Zugänglichkeit des Werkes auch angemerkt, dass Zuhörer, die ansonsten selten Konzerte mit klassischer Musik oder Neuer Musik besuchen, sich leicht auf diese Komposition einlassen können. Wahrscheinlich gehört Music for 18 Musicians daher heute zu den sehr häufig aufgeführten Kompositionen des 20. Jahrhunderts.
Der britische Pop-Rock-Musikers Peter Gabriel wurde nach seiner Aussage durch diese Komposition bei der Instrumentierung seines Liedes No Self Control inspiriert.

## Anmerkungen des Komponisten

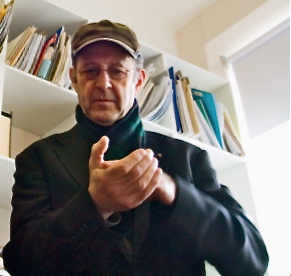
Steve Reich (2006)